# Bernard Agré
Bernard Agré (Monga, 2 maart 1926 - Parijs, 9 juni 2014) was een Ivoriaans geestelijke en een kardinaal van de Rooms-Katholieke Kerk.
Agré volgde het kleinseminarie van Bingerville. Hij werd op 20 juli 1953 tot priester gewijd. Van 1953 tot 1956 was hij priester te Dabou waar hij onder andere les gaf aan lokale scholen. Van 1956 tot 1957 was hij rector aan het kleinseminarie van Bingerville. In 1957 ging hij naar Rome waar hij theologie studeerde aan de Pauselijke Urbaniana Universiteit met als specialisme Canoniek recht. In 1960 slaagde hij voor zijn bachelor summa cum laude. Na terugkeer in Ivoorkust was hij pastoor van de Notre Dame di Treichville, en vervolgens vicaris-generaal van het bisdom Abidjan.
Op 8 juni 1968 werd Agré benoemd tot bisschop van Man; zijn bisschopswijding vond plaats op 3 oktober 1968. Op 6 maart 1992 werd hij aangesteld als bisschop van het nieuw ingestelde bisdom Yamoussoukro. Op 19 december 1994 werd hij aangesteld als aartsbisschop van Abidjan; hij werd daardoor tevens metropoliet van de Ivoriaanse rooms-katholieke kerkprovincie.
Agré werd tijdens het consistorie van 21 februari 2001 kardinaal gecreëerd.  Hij kreeg de rang van kardinaal-priester. Zijn titelkerk werd de San Giovanni Crisostomo a Monte Sacro Alto. Agré nam deel aan het conclaaf van 2005. Bij het bereiken van de 80-jarige leeftijd op 2 maart 2006 verloor hij het recht deel te nemen aan een conclaaf en nam dus niet deel aan het conclaaf van 2013.
Agré ging op 2 mei 2006 met emeritaat.

## Publicaties
- L’ evêque et son ministère, Rom, 1999. (ISBN 88-401-6003-5)

- International Standard Name Identifier: 0000 0000 3922 0183
- Library of Congress Control Number: no00090870
- Nederlandse Thesaurus van Auteursnamen: 339534664
- Système universitaire de documentation: 069795959
- Virtual International Authority File: 66022285
- WorldCat: E39PBJbWCg4WBv9x4rTtwQcQMP